# Lillestrøm Stadion
 (avril 2025).
Si vous disposez d'ouvrages ou d'articles de référence ou si vous connaissez des sites web de qualité traitant du thème abordé ici, merci de compléter l'article en donnant les références utiles à sa vérifiabilité et en les liant à la section « Notes et références ».
Le Lillestrøm stadion est un terrain de sport situé à Lillestrøm en Norvège.
Situé à proximité du Åråsen Stadion qui est le terrain de l'équipe de football Lillestrøm SK, le Lillestrøm stadion est utilisé comme un centre d'entraînement de football et comme terrain pour les matchs des équipes réserves.

## Histoire
Le gazon du terrain de football principal a été remplacé par du gazon artificiel avant le début de la saison 2005. Il y a également des installations pour l'athlétisme, et deux installations sportives couvertes, le LSK-Hallen et le Skedsmohallen, sont situées à proximité.
Le terrain a été utilisé durant les Jeux olympiques d'hiver de 1952 pour un match de hockey sur glace entre la Pologne et la Finlande. La zone environnante est également utilisée pour le ski de fond, les courses d'orientation (sprint et trail-o) et les championnats de Norvège de tir à l'arc ont eu lieu ici en 2002. Il y a également des installations pour l'équitation, et un petit terrain de golf.

### Référence
- (en) Cet article est partiellement ou en totalité issu de l’article de Wikipédia en anglais intitulé « Lillestrøm Stadion » (voir la liste des auteurs).